# Семён Горов
Семён Горов (настоящее имя Сергей Сергеевич Егоров; 26 февраля 1971, Череповец, Вологодская область, РСФСР, СССР) — украинский режиссёр клипов и мюзиклов.

## Биография

### Ранние годы
Родился в семье художника и инженера.
В 1996 году окончил Киевский государственный институт театрального искусства им. И. Карпенко-Карого.

### Карьера
Был режиссёром Киевского театра русской драмы им. Леси Украинки.
Украинский театральный и кинорежиссёр, популярный клипмейкер (снял более 50 клипов для многих российских и украинских эстрадных поп-исполнителей). Режиссёр-постановщик новогодних программ на Первом национальном телеканале Украины, затем работал на украинском канале «Интер». В сотрудничестве с телеканалом «Интер» снял несколько новогодних мюзиклов, в частности с участием группы ВИА Гра: «Вечера на хуторе близ Диканьки» (2001), «Золушка» (2002), «Сорочинская ярмарка» (2004), «Приключения Верки Сердючки» (2006), «Звёздные каникулы» (2006), «Красная шапочка» (2009).
Продюсировал украинскую группу SMS, написал для них несколько песен.
Был режиссёром-постановщиком программы «Зірка+Зірка» на украинском канале 1+1.

### Личная жизнь
Был женат на актрисе и телеведущей Снежане Грищенко. От Снежаны у Семёна две дочери: Анастасия (32 года) и Саша (27 лет). Сейчас Семён состоит во втором браке с Яной Помазан, в прошлом модель и танцовщица, нынче пиар-менеджер сети ресторанов «Козырная карта», 1 октября 2010 года у них родился сын Иван.

## Работы

### Фильмы
1. 2001 — Вечера на хуторе близ Диканьки
2. 2002 — Золушка
3. 2003 — Безумный день, или Женитьба Фигаро
4. 2004 — Сорочинская ярмарка
5. 2006 — Приключения Верки Сердючки
6. 2006 — Звёздные каникулы
7. 2008 — Красная шапочка[3]
8. 2015 — Последний москаль[4]
9. 2019 — Приключения S Николая

### Клипы
Для группы «REFLEX»:
- Люблю (2004)
- I Lose My Mind (2004)
- Жёсткое диско (2006)

Для группы «ВИА Гра»:
- Обними меня (2000)
- Стоп! Стоп! Стоп! (2002)
- Good morning, папа (2002)
- Не оставляй меня, любимый! (2003)
- Убей мою подругу (2003)
- Океан и три реки (дуэт с Валерием Меладзе) (2003)
- Притяженья больше нет (дуэт с Валерием Меладзе) (2004)
- Биология (2004)
- Мир, о котором я не знала до тебя / Take you back (2004)
- Нет ничего хуже, чем быть как все / I don’t want a man (2005)
- Бриллианты (2005)
- Обмани, но останься (2006)

Для Ольги Романовской:
- Колыбельная (2007)

Для Филиппа Киркорова:
- Обычная история (2005)

Для группы «НеАнгелы»:
- Шуры-муры (2006)

Для Наташы Королёвой:
- Любовь без правил (2007)

Для группы «Пающие трусы»:
- Как Алла (версия 1) (2010)

Для Виктора Петлюры:
- Самая любимая в мире женщина (2014)

Для SOE:
- Боль моя (2015)

Для группы «Табула Раса»:
- Рандеву на Бетельгейзе

Для Елены Гришановой:  * Любовь не убивают
Для Валерия Меладзе:
- Я не могу без тебя  (2002)
- Океан и три реки  (дуэт с группой «ВИА Гра») (2003)
- Притяженья больше нет (дуэт с группой «ВИА Гра») (2004)
- Осколки лета (2004)
- Иностранец (2005)
- Салют, Вера (2005)
- Без суеты (2006)
- Верни мою любовь (дуэт с Ани Лорак) (2006)